# Адамс, Джон Кулидж
Джон Ку́лидж А́дамс (англ. John Coolidge Adams; 15 февраля 1947 года, Вустер, Массачусетс) — американский композитор.

## Биография
В 1972 году Джон Адамс окончил факультет искусств Гарвардского университета, где специализировался в области музыкальной композиции у Л. Кёрчнера, Д. дель Тредичи и Р. Сешнса. Во время учёбы играл на кларнете в Бостонском симфоническом оркестре, а также дирижировал оркестром (любительским) университетского Общества Баха. В 1972 по 1981 год преподавал композицию, теорию музыки и оркестровку в консерватории Сан-Франциско. С 1979 года Адамс — музыкальный консультант, а с 1982 до 1985 штатный композитор (англ. composer-in-residence) Симфонического оркестра Сан-Франциско, занимался подготовкой для оркестра тематических концертов новейшей музыки. С 1985 года сотрудничает с видным театральным режиссёром и либреттистом Питером Селларсом. С 2009 года — творческий руководитель (англ. creative chair) Лос-Анджелесского филармонического оркестра. Писал музыку по заказу различных симфонических оркестров, камерных ансамблей и других исполнительских коллективов. К 100-летию оркестра Сан-Франциско написал протяжённую (ок. 25 минут) пьесу «Чистая шутка» (англ. «Absolute jest»), с использованием техники коллажа, где цитаты из музыки Л. ван Бетховена, вплетённые в оригинальную (имитирующую стиль Бетховена) музыку Адамса, поданы в постмодернистской манере.
Адамс неоднократно выступал в качестве дирижёра (преимущественно собственных сочинений) с различными симфоническими оркестрами и инструментальными ансамблями, в том числе с Симфоническим оркестром Сиднея (Австралия), Лондонским симфоническом оркестром, американскими Лос-Анджелесским филармоническим, Симфоническим оркестром Хьюстона, «New World Symphony» и др.
В 2008 в Нью-Йорке Адамс напечатал мемуары «Hallelujah junction. Composing an American life».
Член Американской академии и Института искусств (с 1997). Лауреат Премии Гравемайера (1995) за Концерт для скрипки с оркестром. Пулитцеровская премия (2003) за сочинение «О переселении душ».

## Творчество
Большая часть сочинений Адамса написана в стилистике минимализма в сочетании с электронной музыкой («Музыка для большой пианолы», «Зловредный зефир», «Фригийские врата», «Шейкерские петли», «Танцы председателя» и др.), но не сводится к нему. Принцип повторности «паттернов», лежащий в основе минимализма, сочетается в его творчестве с традиционными для западной Европы гармонией («Фисгармония», для большого симфонического оркестра и хора; Камерная симфония), формами, техникой мотивной разработки («Чистая шутка», симфония «Атомный доктор»), инструментарием, что в целом характерно для постминимализма.
Адамс — мастер аранжировки, как традиционной «акустической» (оркестровое «Учение о гармонии»), так и электронной (сюита «Зловредный зефир»); зачастую добавлял синтезаторы и электронные спецэффекты в академическую партитуру («Смерть Клингхофера»), сочетал акустическое и электронное звучание («Свет над водой», «Дхарма…» для электроскрипки и оркестра).
Писал в разных жанрах — оперы «Никсон в Китае» (1987), «Смерть Клингхофера» (1991), «Атомный доктор» (2005; о создателе атомной бомбы Р. Оппенгеймере) и «Цветущее древо» (2006; по мотивам «Волшебной флейты» В. А. Моцарта), рождественская («Младенец Христос» / «El Niño», 2000; либретто П.Селларса на английские, испанские и латинские тексты) и страстна́я («Евангелие от другой Марии», 2012) оратории, инструментальный ансамбль (струнный септет «Шейкерские петли», Струнный квартет и др.), фортепианные пьесы с программными заголовками («Фригийские врата», «Врата Китая»). Рефреном сквозного по форме сочинения «О переселении душ» для детского хора, смешанного хора, оркестра и магнитофона (2002), посвящённого жертвам террористической атаки 11 сентября 2001 г., служат зачитываемые на фоне имена погибших.
К наиболее часто исполняемым сочинениям Адамса относятся оркестровые пьесы «Краткая поездка в быстрой машине» («Short ride in a fast machine») и «Танцы председателя» («Chairman dances», на основе музыки из оперы «Никсон в Китае»), камерная и оркестровая версии пьесы «Шейкерские петли» («Shaker loops»).
Среди многочисленных аудиозаписей — комплект из 10 CD «The John Adams earbox: A retrospective», выпущенный в 1999 на лейбле Nonesuch.

## Сочинения
Произведения для оркестра
 Камерная музыка
 Оперы и оратории
 Электронные композиции
| Название                                        | Оригинальное название                               | Части                                                                                        | Год[≡] | Описание |
| ----------------------------------------------- | --------------------------------------------------- | -------------------------------------------------------------------------------------------- | ------ | -------- |
| Фортепианный квинтет                            | Piano Quintet                                       |                                                                                              | 1970   |          |
| Хеви-метал                                      | Heavy Metal                                         |                                                                                              | 1971   |          |
| Американский стандарт                           | American Standard                                   | 1. John Philip Sousa 2. Christian Zeal and Activity 3. Sentimentals                          | 1973   |          |
| Ktaadn                                          | Ktaadn                                              |                                                                                              | 1973   |          |
| Grounding                                       | Grounding                                           |                                                                                              | 1975   |          |
| Любовная музыка для Студебекера                 | Studebaker Love Music                               |                                                                                              | 1976   |          |
| Оникс                                           | Onyx                                                |                                                                                              | 1976   |          |
| Китайские врата (Врата Китая)                   | China Gates                                         |                                                                                              | 1977   |          |
| Фригийские врата                                | Phrygian Gates                                      |                                                                                              | 1977   |          |
| Дрожащие петли (вар.: Шейкерские петли)         | Shaker Loops                                        | I. Shaking and Trembling II. Hymning Slews III. Loops and Verses IV. A Final Shaking         | 1978   |          |
| Обычные звуки в простом размере                 | Common Tones in Simple Time                         |                                                                                              | 1979   |          |
| Фисгармония                                     | Harmonium                                           | I. Negative Love II. Because I could not stop for Death III. Wild Nights                     | 1980   |          |
| Большая музыка для пианолы                      | Grand Pianola Music                                 | I. 1A II. 1B III. On The Dominant Divide                                                     | 1982   |          |
| Свет над водой                                  | Light Over Water                                    |                                                                                              | 1983   |          |
| Учение о гармонии                               | Harmonielehre                                       | I. (без названия) II. The Anfortas Wound III. Meister Eckhardt and Quackie                   | 1985   |          |
| Танцы председателя (букв. Председатель танцует) | The Chairman Dances                                 |                                                                                              | 1985   |          |
| Две фанфары для оркестра                        | Two Fanfares for Orchestra                          | Short Ride in a Fast Machine / Краткая поездка в быстрой машине Tromba Lontana / Труба вдали | 1986   |          |
| Никсон в Китае (опера)                          | Nixon in China                                      |                                                                                              | 1987   |          |
| Плёнки Никсона                                  | The Nixon Tapes                                     |                                                                                              | 1987   |          |
| Пугающие симметрии                              | Fearful Symmetries                                  |                                                                                              | 1988   |          |
| Эрос-пиано                                      | Eros Piano                                          |                                                                                              | 1989   |          |
| The Wound-Dresser                               | The Wound-Dresser                                   |                                                                                              | 1989   |          |
| Смерть Клингхофера (опера)                      | The Death of Klinghoffer                            |                                                                                              | 1991   |          |
| Хоры из оперы Смерть Клингхофера                | Choruses from The Death of Klinghoffer              |                                                                                              | 1991   |          |
| Эльдорадо                                       | El Dorado                                           |                                                                                              | 1991   |          |
| Камерная симфония                               | Chamber Symphony                                    |                                                                                              | 1992   |          |
| Зловредный зефир (сюита)                        | Hoodoo Zephyr                                       |                                                                                              | 1993   |          |
| Концерт для скрипки с оркестром                 | Violin Concerto                                     |                                                                                              | 1993   |          |
| Джонова книга вымышленных танцев                | John’s Book of Alleged Dances                       |                                                                                              | 1994   |          |
| Lollapalooza                                    | Lollapalooza                                        |                                                                                              | 1995   |          |
| Я смотрел на потолок, а потом увидел небо       | I Was Looking at the Ceiling and Then I Saw the Sky |                                                                                              | 1995   |          |
| Роуд-муви (вар.: Придорожное кино)              | Road Movies                                         |                                                                                              | 1995   |          |
| Сборный оркестр                                 | Scratchband                                         |                                                                                              | 1996   |          |
| Перекрёсток Аллилуйя                            | Hallelujah Junction                                 |                                                                                              | 1996   |          |
| Gnarly Buttons                                  | Gnarly Buttons                                      |                                                                                              | 1996   |          |
| Слуховой аппарат Слонимского                    | Slonimsky’s Earbox                                  |                                                                                              | 1996   |          |
| Валики века                                     | Century Rolls                                       |                                                                                              | 1997   |          |
| Наивная и сентиментальная музыка                | Naive and Sentimental Music                         |                                                                                              | 1998   |          |
| Младенец Христос                                | El Niño                                             |                                                                                              | 2000   |          |
| Фантазия Нэнси                                  | Nancy’s Fancy                                       |                                                                                              | 2001   |          |
| Американский берсерк                            | American Berzerk                                    |                                                                                              | 2001   |          |
| Путеводитель по загадочным местам               | Guide to Strange Places                             |                                                                                              | 2001   |          |
| О переселении душ                               | On the Transmigration of Souls                      |                                                                                              | 2002   |          |
| Мой отец знал Чарлза Айвза                      | My Father Knew Charles Ives                         |                                                                                              | 2003   |          |
| Дхарма в Биг-Суре                               | The Dharma at Big Sur                               |                                                                                              | 2003   |          |
| Атомный доктор (опера)                          | Doctor Atomic                                       |                                                                                              | 2005   |          |
| Цветущее древо                                  | A Flowering Tree                                    |                                                                                              | 2006   |          |
| Симфония Атомный доктор                         | Doctor Atomic Symphony                              |                                                                                              | 2007   |          |
| Сын Камерной симфонии                           | Son of Chamber Symphony                             |                                                                                              | 2007   |          |
| Струнный квартет                                | String Quartet                                      |                                                                                              | 2008   |          |
| Городской нуар                                  | City Noir                                           |                                                                                              | 2009   |          |
| Чистая шутка                                    | Absolute Jest                                       |                                                                                              | 2012   |          |
| Евангелие от другой Марии (страсти)             | The Gospel According to the Other Mary              |                                                                                              | 2012   |          |
| Концерт для саксофона                           | Saxophone Concerto                                  |                                                                                              | 2013   |          |
| Девушки Золотого Запада                         | Girls of the Golden West                            |                                                                                              | 2017   |          |